# Dercekliai
Dercekliai hat 4200 Einwohner (2025) und ist das viertgrößte Dorf in Litauen und das größte Dorf in der Rajongemeinde Klaipėda. Es liegt 6 km nordwestlich von Priekulė, 10 km südlich des Bezirks Rimkai von der Hafenstadt Klaipėda. Das Dorf ist von kollektiven Gärten umgeben, die zu Gehöften werden. Es gibt eine Abteilung des Kindergartens Priekulė, eine Gartengemeinschaft „Dituva“, einen alten Friedhof. 2 km südwestlich von Dercekliai liegt das Sumpfgebiet Tyrai, und in der Nähe des Dorfes befindet sich das Landschaftsschutzgebiet Kliošiai.

## Geschichte
Im Jahr 1785 wurde es als königliches Dorf mit 6 Gehöften erwähnt. Im 19. Jahrhundert war das Dorf sehr groß, es lag weit verstreut in der Küstenniederung und die Siedler bauten entlang des Kanals. Es gab eine Grundschule und ein Gasthaus. Zu Zeiten der UdSSR verfiel das Dorf, ein großer Teil war mit Wald bedeckt. Später begann man, kollektive Gärten anzulegen. 